# Herr Eppert sucht …
Herr Eppert sucht … ist eine Reportage-Sendung, die auf ZDFneo gesendet wird. Moderiert wird die Sendung von Thorsten Eppert. Die Macher der Sendung suchen nach eigener Aussage nach Perspektiven auf ein Thema von allgemeinem Interesse, die dem „normalen“ Zuschauer bisher unbekannt sind. Dabei konzentriert sich die Sendung auf populär-philosophische Themen. Der Sendungstitel wird mit dem Thema der jeweiligen Sendung ergänzt, zum Beispiel „Herr Eppert sucht … das Glück“. Premiere im Programm hatte die Sendung am 7. Mai 2011, die zweite Staffel begann am 1. März 2012 und die dritte am 22. November 2012. Eine vierte Staffel wurde von Ende August 2013 bis September bei ZDFneo gesendet.

## Aufbau der Sendung
Eppert besucht für die Sendung Personen, die aus beruflichen Gründen oder privatem Interesse mit dem Thema der Sendung zu tun haben. Er pflegt einen lockeren Fragestil und wird bei seinen Ausflügen lediglich von einem Kameramann begleitet. Die einzelnen Stationen der Reportage werden mit „Nachdenkpausen“ verknüpft, in denen Eppert gemeinsam mit dem Zuschauer eine Denk-Pause einlegt. Begleitet wird das Geschehen durch einen Audiokommentar des Moderators.

## Einschaltquoten
Der messbare Marktanteil liegt deutlich unter 1 %. Die Zuschauer über die ZDFmediathek werden, wie bei allen Sendungen von ZDFneo, nicht mit einbezogen.

## Episodenliste

### Erste Staffel
| Nr. (ges.) | Nr. (St.) | Originaltitel                    | Erstausstrahlung D | Gäste                                     |
| ---------- | --------- | -------------------------------- | ------------------ | ----------------------------------------- |
| 1          | 1         | Herr Eppert sucht … das Glück    | 7. Mai 2011        | Jochen Schweizer, Eckart von Hirschhausen |
| 2          | 2         | Herr Eppert sucht … die Liebe    | 14. Mai 2011       | –                                         |
| 3          | 3         | Herr Eppert sucht … den Tod      | 21. Mai 2011       | Eisregen                                  |
| 4          | 4         | Herr Eppert sucht … die Heimat   | 28. Mai 2011       | Belsy, Florian Fesl                       |
| 5          | 5         | Herr Eppert sucht … die Weisheit | 4. Juni 2011       | Ursula Staudinger                         |

### Zweite Staffel
| Nr. (ges.) | Nr. (St.) | Originaltitel                      | Erstausstrahlung D | Gäste                                                                                 |
| ---------- | --------- | ---------------------------------- | ------------------ | ------------------------------------------------------------------------------------- |
| 6          | 1         | Herr Eppert sucht … den Pornostar  | 27. Sep. 2011      | Mia Magma, Lena Nitro, John Thompson, Dirty Theo, Leonie Saint, Manga, Michael Zühlke |
| 7          | 2         | Herr Eppert sucht … Streit         | 1. März 2012       | Andreas Kraniotakes, Kitty Kat                                                        |
| 8          | 3         | Herr Eppert sucht … Anschluss      | 19. Apr. 2012      | –                                                                                     |
| 9          | 4         | Herr Eppert sucht … Ruhe           | 26. Apr. 2012      | Cem Özdemir                                                                           |
| 10         | 5         | Herr Eppert sucht … die Sicherheit | 3. Mai 2012        | –                                                                                     |

### Dritte Staffel
| Nr. (ges.) | Nr. (St.) | Originaltitel                | Erstausstrahlung D | Gäste    |
| ---------- | --------- | ---------------------------- | ------------------ | -------- |
| 11         | 1         | Herr Eppert sucht… Gott      | 22. Nov. 2012      | –        |
| 12         | 2         | Herr Eppert sucht… Geld      | 29. Nov. 2012      | –        |
| 13         | 3         | Herr Eppert sucht… das Weite | 6. Dez. 2012       | –        |
| 14         | 4         | Herr Eppert sucht… das Gute  | 13. Dez. 2012      | –        |
| 15         | 5         | Herr Eppert sucht… das Böse  | 13. Dez. 2012      | Uwe Boll |

### Vierte Staffel
| Nr. (ges.) | Nr. (St.) | Originaltitel                  | Erstausstrahlung D | Gäste                                           |
| ---------- | --------- | ------------------------------ | ------------------ | ----------------------------------------------- |
| 16         | 1         | Herr Eppert sucht … die Macht  | 29. Aug. 2013      | Helmut Thoma, Céphas Bansah, Sahra Wagenknecht  |
| 17         | 2         | Herr Eppert sucht … Demokratie | 5. Sep. 2013       | Christopher Lauer                               |
| 18         | 3         | Herr Eppert sucht … die Chefin | 12. Sep. 2013      | Volker Schlöndorff, Dirk Niebel, Leslie Mandoki |
| 19         | 4         | Herr Eppert sucht … Familie    | 19. Sep. 2013      | –                                               |
| 20         | 5         | Herr Eppert sucht … den Mörder | 26. Sep. 2013      | –                                               |